# Starr (Caroline du Sud)
Pour les articles homonymes, voir Starr.
Starr est une ville située dans le comté d'Anderson, dans l’État de Caroline du Sud, aux États-Unis. Lors du recensement de 2020, elle comptait 165 habitants.